# Colli di Scandiano e di Canossa Sauvignon
Il Colli di Scandiano e di Canossa Sauvignon è un vino DOC la cui produzione è consentita nella provincia di Reggio Emilia.

## Caratteristiche organolettiche
- colore: giallo paglierino più o meno carico
- odore: caratteristico gradevolmente aromatico, delicato
- sapore: caratteristico, secco, fresco, armonico, di giusto corpo, sapido

## Indicazioni in etichetta
Possono essere inserite in etichetta le indicazioni "frizzante", "passito" e "riserva".
Il "frizzante" prevede la presenza di una spuma "vivace, evanescente".
Il passito prevede una resa massima di 10 tonnellate di uva per ettaro, il 16% di titolo alcolometrico, un'acidità totale di 4,5 g/l, un estratto secco minimo di 24,0 g/l, ed ovviamente le caratteristiche organolettiche sono sensibilmente differenti: il colore è colore "giallo dorato tendente all’ambrato", l'odore "delicato, caratteristico, armonico, gradevole, fine" ed il sapore "gradevolmente dolce, armonico, pieno e vellutato".
L'indicazione "riserva" è riservata ai vini con un invecchiamento minimo di 18 mesi, di cui almeno 6 in botti di legno, e con almeno l'11% di gradazione alcoolica.

## Produzione
Provincia, stagione, volume in ettolitri
- Reggio  Emilia  (1996/97)  474,62